# Ichneumon vulneratorius
Ichneumon vulneratorius är en stekelart som beskrevs av Zetterstedt 1838. Ichneumon vulneratorius ingår i släktet Ichneumon och familjen brokparasitsteklar. Arten är reproducerande i Sverige. Utöver nominatformen finns också underarten I. v. revulnerator.